# Liste der meistverkauften Singles in den USA (1956)
Die Liste der meistverkauften Singles in den USA 1956 wurde vom Billboard nach den Best-Sellers-in-Stores-Charts (Verkaufscharts) ermittelt.
Die Daten wurden aus anderen Quellen ergänzt mit Informationen zu Komponisten/Textern, Titel der B-Seite und US-Katalognummer.
| Rang | Interpret                                   | Titel & Komponisten | Label & Katalognummer |
| ---- | ------------------------------------------- | --- | --------------------- |
| 1    | Elvis Presley                               | "Heartbreak Hotel" (Axton, Durden, Presley) – B-Seite: "I Was The One"                                                                  | Victor 20-6420        |
| 2    | Elvis Presley                               | "Don’t Be Cruel" (Otis Blackwell) – B-Seite: "Hound Dog"                                                                                | Victor 20-6604        |
| 3    | Nelson Riddle Orchester                     | "Lisboa Antigua" (Galhardo, Vale, Portela) – B-Seite: "Robin Hood"                                                                      | Capitol 3287          |
| 4    | The Platters                                | "My Prayer" (Boulanger & Kennedy) – B-Seite: "Heaven On Earth"                                                                          | Mercury 70893         |
| 5    | Gogi Grant                                  | "Wayward Wind" (Stan Lebousky & Herb Newman) – B-Seite: "No More Than Forever"                                                          | Era 1013              |
| 6    | Elvis Presley                               | "Hound Dog" (Jerry Leiber & Mike Stoller) – B-Seite: "Don’t Be Cruel"                                                                   | Victor 20-6604        |
| 7    | Les Baxter Orchester                        | "Pour People Of Paris (Jean’s Song)" (La Gaualante de Pauvre-Jean, Marguerite Mo & Jack Lawrence) – B-Seite: "Theme from Helen of Troy" | Capitol 3334          |
| 8    | Doris Day                                   | "What Ever Will Be Will Be (Que Sera, Sera)" (Jay Livingston & Ray Evans) – B-Seite: "I Gotta Sing Away These Blues"                    | Columbia 40704        |
| 9    | Dean Martin                                 | "Memories Are Made of This" (Gilkyson, Dehr, Miller) – B-Seite: "Change of Heart"                                                       | Capitol 3295          |
| 10   | Kay Starr                                   | "Rock And Roll Waltz" (Dick Ware & Shorty Allen) – B-Seite: "I’ve Changed My Mind A Thousand Times"                                     | Victor 20-6359        |
| 11   | Morris Stoloff                              | "Moonglow And Theme From Picnic" (Hudson, Delange & Mills) – B-Seite: "Theme from Picnic"                                               | Decca 29838           |
| 12   | The Platters                                | "Great Pretender" (Buck Ram) – B-Seite: "I’m Just a Dancing Partner"                                                                    | Mercury 70753         |
| 13   | Pat Boone                                   | "I Almost Lost My Mind" (Ivory Joe Hunter) – B-Seite: "I’m In Love With You"                                                            | Dot 15472             |
| 14   | Elvis Presley                               | "I Want You, I Need You, I Love You" (Maurice Mysels & Ira Kosloff) – B-Seite: "My Baby Left Me"                                        | Victor 20-6540        |
| 15   | Elvis Presley                               | "Love Me Tender" (Elvis Presley & Vera Watson) – B-Seite: "Any Way You Want Me"                                                         | Victor 20-6643        |
| 16   | Perry Como                                  | "Hot Diggity" (Al Hoffman, Dick Marning) – B-Seite: "Juke Box Baby"                                                                     | Victor 20-6427        |
| 17   | Eddie Heywood & Hugo Winterhalter Orchester | "Canadian Sunset" (Eddie Heywood & Norman Gimble) – B-Seite: "This Is Real"                                                             | Victor 20-6537        |
| 18   | Carl Perkins                                | "Blue Suede Shoes" (Carl Perkins) – B-Seite: "Honey Don’t"                                                                              | Sun 234               |
| 19   | Jim Lowe                                    | "Green Door" (Davis & Moore) – B-Seite: "(Story of) The Little Man in Chinatown"                                                        | Dot 15486             |
| 20   | The Four Lads                               | "No Not Much" (Stillman & R. Allen) – B-Seite: "I’ll Never Know"                                                                        | Columbia 40629        |